# MSV-Arena
A Schauinsland-Reisen-Arena közhasználati néven MSV-Arena egy német labdarúgó-stadion. Duisburg városában található. Maximális befogadóképesége 31500 néző. 2004. november 8-ra esett a modern sportlétesítmény megnyitása. Tulajdonosa a Hellmich GmbH Baugesellschaft, bérlője egy jelenleg másodosztályú labdarúgócsapat, az MSV Duisburg.

## Fordítás
Ez a szócikk részben vagy egészben  a   Schauinsland-Reisen-Arena című angol Wikipédia-szócikk fordításán alapul.  Az eredeti cikk szerkesztőit annak laptörténete sorolja fel. Ez a jelzés csupán a megfogalmazás eredetét és a szerzői jogokat jelzi, nem szolgál a cikkben szereplő információk forrásmegjelöléseként.